# László Hermanfi
László Hermanfi de Greben (en hongrois : Grebeni Hermanfi (Hermanffy) László) (fl. 1430–1490), est un militaire, haut magistrat et homme politique du royaume de Hongrie. Il est notamment vice-palatin de Hongrie entre 1486 et 1490 et vice-ban de Slavonie entre 1467 et 1470, puis entre 1473 et 1475 ainsi que ispán de Kőrös entre 1469 et 1471 et en 1474.

## Biographie
Issu de la famille Grebeni, il est le fils de Herman de Greben (fl. 1424-1450), vice-ban de Slavonie, dont il prit le prénom comme patronyme (Hermanffy: fils de-Herman en hongrois), et d'une certaine Ilona. 
A la demande de son gendre Boldizsár Battyány, le roi Matthias de Hongrie l'exempt en 1485 définitivement de tout service militaire. Par ses connaissances juridiques et son expérience il est tenu en haute estime par la noblesse slavone avec laquelle il entretient des contacts politiques étroits. Le fait qu'il agisse comme juge dans l'affaire de la famille Kanizsai, en compagnie du palatin de  Hongrie János Koroknai et du protonotaire du Juge royal István Hásságyi, est une preuve de son savoir-faire.
Il reçoit en 1467, avec le chevalier de la cour Miklós Csupor (hu) une donation à Nagyszombat pour avoir participé à la bataille de Kosztolány. Sur cette base, on peut supposer que Hermanfi a également combattu contre les Tchèques.
Il est nommé pour la première fois vice-ban de Slavonie le 20 mars 1467 par le  ban de Croatie et de Slavonie János Tuz (hu), jusqu'en 1470, puis de nouveau entre 1473 et 1475. Dans les premiers mois de 1472, László Hermanfi revient à la « vie publique » en tant que percepteur d'impôts.
Le nouveau Palatin Emeric Zápolya nomme en janvier 1486 Hermanfi comme son adjoint.
Il représente à Buda en 1486 l'ensemble de la noblesse slavone (in sua ac universorum nobilium regni Sclavonie nominibus et personis). La mort du roi Mátyás en avril 1490 le rappelle à Buda où il reste un bon moment. On l'y retrouve le 8 juin 1490, lors du parlement électoral du roi réuni à Pest, comme l'un des représentants des comtés de Körös et Zagreb. Ce fut peut-être la dernière apparition publique de László Hermanfi, qui est alors au sommet de sa carrière et de son autorité. Il se retire probablement dans son domaine de Kristalóc (Kreštelovac (en)), l'esprit serein, avec ses domaines et son héritage politique entre les mains de son gendre Boldizsár Battyány qu'il adopta en 1481.

## Sources
- Tamás Pálosfalvi: Vitézek és Garázdák: a szlavóniai humanisták származásának kérdéséhez,  In: Turul vol. 86 (2013) p. 1-16
- Koltai András: Batthyány Ádám. Egy magyar főúr és udvara a XVII. század közepén - A Győri Egyházmegye Levéltár kiadványai. Források, feldolgozások 14. Győr, 2012
- Tatjana Radauš. Hrvatski biografski leksikon. 2002